# Royal Society of New Zealand
De Royal Society of New Zealand is een onafhankelijke, nationale academie van wetenschappen in Nieuw-Zeeland. Het is een federatie van individuele leden, tien regionale afdelingen en rond de zestig wetenschappelijke en technologische verenigingen, die meer dan 20.000 wetenschappers en technici representeren. 
De organisatie is in 1867 opgericht naar model van de Royal Society of London. De organisatie omvat meer dan 1200 individuele leden en 330 gekozen fellows. De academie richt zich op de promotie van wetenschap en technologie in scholen, de industrie en de samenleving. 
De academie heeft diverse fondsen opgericht. De organisatie is verantwoordelijk voor de publicatie van meerdere wetenschappelijke tijdschriften, waaronder New Zealand Journal of Botany. De academie geeft advies aan de overheid en faciliteert internationale wetenschappelijk contacten en samenwerking. De organisatie heeft diverse onderscheidingen voor wetenschappelijke verdiensten. 